# Милош Н. Ђурић
Милош Н. Ђурић (Славонски Бенковац, 14. јануар 1892 — Београд, 5. децембар 1967) био је српски класични филолог, хелениста, универзитетски професор, филозоф, преводилац и академик.

## Биографија
Дипломирао је на Филозофском факултету у Београду а докторирао у Загребу 1929. године. Академску каријеру је започео као учитељ и професор, предавао је и у Другој мушкој гимназији у Београду. Од септембра 1928. године Милош Н. Ђурић почео је да ради на Филозофском факултету у Београду.
Почетком немачке окупације Београда у Другом светском рату, 1941. године, квислиншке власти затражиле су од свих виђенијих српских интелектуалаца да потпишу Апел српском народу којим се захтевао „ред и послушност“ и „родољубље у борби против комуниста“. „Не могу да потпишем апел против партизана када се међу њима налази више од половине мојих студената. Шта ће ми рећи када се поново сретнемо?”, рекао је професор. Када га је један професор музике зауставио, упозорио на могуће последице и упитао зашто одбија да потпише, професор Ђурић му је одговорио: „Лако је теби. Ти у дипле свираш, а ја студентима етику предајем!“. Ове речи постале су временом један од симбола доследности у етичком ставу. Ипак, од тренутка изговарања ове моралне реплике, почињу и најтеже године за проф. Милоша „Мишу“ Ђурића. Уследило је пензионисање (1942), а потом и хапшење и одвођење у Бањички логор. На самом крају рата, 8. априла 1945, у Славонији гине његов син јединац Растко, свршени матурант, коме постхумно посвећује практично све послератно стваралаштво и најдраже преводе.
После рата Ђурић је наставио да ради на Филозофском факултету, где је 1950. године изабран у звање редовног професора на Катедри класичне филологије. Иако је био пензионисан је 1962. године, предавао је историју хеленске књижевности до краја свога живота.
У Одељењу литературе и језика Српске академије наука и уметности је постао дописни члан 14. јуна 1955. а затим редовни 20. децембра 1961. године. Био је председник Српске књижевне задруге и уредник часописа „Жива антика“ од 1953. Објавио је близу 400 библиографских јединица, радова из класичне књижевности и филозофије („Из хеленских ризница“, „Историја хеленске књижевности“, „Историја хеленске етике“).
Добитник је Октобарске награде града Београда за 1961. годину. Седмојулску награду је добио 1965. године.
Сахрањен је у Алеји народних хероја на Новом гробљу.

## Наслеђе
Удружење књижевних преводилаца Србије сваке године додељује Награду „Милош Н. Ђурић“.
На Карабурми (Ћалије) једна улица се зове по њему Чика-Мише Ђурића.

у Нишу на општини Палилула (Бубањ) једна улица носи његово име Милоша Ђурића.
Биста на Калемегдану, рад Миодрага Живковића, откривена је 5. децембра 1978.

## Награде и признања
- Орден Светог Саве, петог степена, 1940.
- Октобарска награда Београда, 1961.
- Орден рада са црвеном заставом, 1964.
- Седмојулска награда, 1965.

## Дела

### Научна дела
- Видовданска етика, Загреб, 1914.
- Смрт Мајке Југовића, Загреб, 1918.
- Философија панхуманизма, Београд, 1922.
- Мит о сунчевој сестри, Београд, 1925.
- Пред словенским видицима, Београд, 1928.
- Рационализам у савременој немачкој философији, Београд, 1928.
- Проблеми философије културе, дисертација, Београд, 1929.
- Огледи из грчке философије и уметности, Београд, 1936.
- Етика и политика у Есхиловој трагедији, Београд, 1937.
- Аристотелово етичко учење, Београд, 1940.
- Хеленска агонистика и ликовне уметности, Београд, 1940.
- Историја хеленске књижевности у времену политичке самосталности, Београд, 1951, 2. изд., Београд, 1972.
- Софисти и њихов историјски значај, са библ. дотадашњих радова, Београд, 1955.
- Кроз хеленску историју, књижевност и музику, студије и огледи, Београд, 1955.
- Софоклове тебанске трагедије, Цетиње, 1955.
- Историја старих Грка до смрти Александра Македонског, Београд, 1955.
- На изворима уметничке лепоте, огледи о Хомеру, Београд, 1957.
- Из хеленских ризница, есеји, Београд, 1959.
- Аристотел, Београд, 1959.
- Платонова академија и њен политички рад, Београд, 1960.
- Историја хеленске етике, Београд, 1961.
- Патња и мудрост, Београд, 1962.
- Антологија старе хеленске лирике, 1962.
- Изабрана дела Милоша Н. Ђурића, Београд, 1998. у шест књига

### Преводи са старогрчког језика
- Хомер - Илијада
- Хомер - Одисеја
- Аристотел - О песничкој уметности
- Есхил - Прибеглице
- Есхил - Персијанци
- Есхил - Седморица против Тебе
- Есхил - Оковани Прометеј
- Есхил - Орестија
- Софокле - Антигона
- Софокле - Цар Едип
- Еурипид - Медеја
- Еурипид - Хиполит
- Еурипид - Ифигенија на Тауриди
- Лонго - Дафнид и Хлоја
- Платон - Гозба
- Платон - Ијон
- Платон - Одбрана Сократова
- Платон - Федар
- Платон - Федон
- Платон - Критон
- Плутарх - Упоредни животописи (одабране биографије)
- Аријан - Приручник Епиктетов

### Преводи са латинског језика
- Сенека - Расправа о блаженом животу
- Сенека - Одабрана писма Луцилију